# Firass Dirani
Firass Dirani, född 29 april 1984 i Sydney, är en australisk skådespelare. Dirani, som är av libanesisk härkomst, har bland annat spelat rollen som Nick Russell i TV-serien Power Rangers Mystic Force. Han har också medverkat i flera andra produktioner, bland annat i filmerna The Black Balloon och Hacksaw Ridge.

## Filmografi (i urval)

### Filmer
- 2000 – Pitch Black
- 2006 – The Marine
- 2008 – The Black Balloon
- 2011 – Killer Elite
- 2016 – Hacksaw Ridge

### TV-serier
- 2003 – All Saints (TV-serie)
- 2006 – Power Rangers Mystic Force (TV-serie)
- 2018 – Mr Inbetween (TV-serie)